# أشوابينون (ويسكونسن)
أشوابينون (بالإنجليزية: Ashwaubenon, Wisconsin)‏ هي بلدة و village of Wisconsin تقع في الولايات المتحدة في Brown County. يقدر عدد سكانها بـ 16,963 نسمة ومساحتها 33.02 كم2وترتفع عن سطح البحر 185 متر.

## التركيبة السكانية
قام مكتب تعداد الولايات المتحدة بتحديد بيانات التركيبة السكانية لأشوابينون في تعداد الولايات المتحدة. في ما يلي، التركيبة السكانية حسب تعدادي 2000 و2010.

### تعداد عام 2000
بلغ عدد سكان أشوابينون 17,634 نسمة بحسب تعداد عام 2000، وبلغ عدد الأسر 7,137 أسرة وعدد العائلات 4,667 عائلة مقيمة في القرية. في حين سجلت الكثافة السكانية 1,425.5 نسمة لكل ميل مربع (550.4/كم2). وبلغ عدد الوحدات السكنية 7,260 وحدة بمتوسط كثافة قدره 586.9 نسمة لكل ميل مربع (226.6/كم2).
وتوزع التركيب العرقي للقرية بنسبة 95.07% من البيض و 1.25% من الأمريكيين الأصليين و 1.81% من الأمريكيين ذوي الأصول الآسيوية و 0.02% من سكان جزر المحيط الهادئ و 0.65% من الأمريكيين الأفارقة و 0.73% من عرقين مختلطين أو أكثر.
بلغ عدد الأسر 7,137 أسرة كانت نسبة 33.5% منها لديها أطفال تحت سن الثامنة عشر تعيش معهم، وبلغت نسبة الأزواج القاطنين مع بعضهم البعض 53.9% من أصل المجموع الكلي للأسر، ونسبة 8.3% من الأسر كان لديها معيلات من الإناث دون وجود شريك، وكانت نسبة 34.6% من غير العائلات. تألفت نسبة 28.3% من أصل جميع الأسر من أفراد ونسبة 6.9% كانوا يعيش معهم شخص وحيد يبلغ من العمر 65 عاماً فما فوق. وبلغ متوسط حجم الأسرة المعيشية 3.00، أما متوسط حجم العائلات فبلغ 2.41.
بلغ العمر الوسطي للسكان 36 عاماً. وكانت نسبة 25.3% من القاطنين تحت سن الثامنة عشر، وكانت نسبة 9.2% بين الثامنة عشر والأربعة وعشرون عاماً، ونسبة 30.9% كانت واقعةً في الفئة العمرية ما بين الخامسة والعشرون حتى والأربعة وأربعون عاماً، ونسبة 23.6% كانت ما بين الخامسة والأربعون حتى الرابعة والستون، ونسبة 11.1% كانت ضمن فئة الخامسة والستون عاماً فما فوق. يوجد لكل 100 أنثى 94.2 ذكر، ويوجد لكل 100 أنثى في الثامنة عشر من عمرها فما فوق 90.9 ذكر.
بلغ متوسط دخل الأسرة في القرية 48,353 دولار، أما متوسط دخل العائلة فبلغ 62,186 دولار. وكان متوسط دخل الذكور 41,024 دولار مقابل 26,070 دولار للإناث. وسجل دخل الفرد الخاص بالقرية 23,539 دولار. وكانت نسبة 3.4% من العائلات ونسبة 4.0% من السكان تحت خط الفقر، وكان من هؤلاء نسبة 4.5% تحت سن الثامنة عشر ونسبة 3.5% في الخامسة والستين من العمر وما فوق.

### تعداد عام 2010
بلغ عدد سكان أشوابينون 16,963 نسمة بحسب تعداد عام 2010، وبلغ عدد الأسر 7,421 أسرة وعدد العائلات 4,550 عائلة مقيمة في القرية. في حين سجلت الكثافة السكانية 1,369.1 نسمة لكل ميل مربع (528.6/كم2). وبلغ عدد الوحدات السكنية 7,797 وحدة بمتوسط كثافة قدره 629.3 لكل ميل مربع (243.0/كم2).
وتوزع التركيب العرقي للقرية بنسبة 90.6% من البيض و 2.1% من الأمريكيين الأصليين و 3.1% من الأمريكيين ذوي الأصول الآسيوية و 1.2% من الأمريكيين الأفارقة و 2.0% من عرقين مختلطين أو أكثر.
بلغ عدد الأسر 7,421 أسرة كانت نسبة 27.7% منها لديها أطفال تحت سن الثامنة عشر تعيش معهم، وبلغت نسبة الأزواج القاطنين مع بعضهم البعض 47.5% من أصل المجموع الكلي للأسر، ونسبة 9.8% من الأسر كان لديها معيلات من الإناث دون وجود شريك، بينما كانت نسبة 4.0% من الأسر لديها معيلون من الذكور دون وجود شريكة وكانت نسبة 38.7% من غير العائلات. تألفت نسبة 31.5% من أصل جميع الأسر من أفراد ونسبة 8.8% كانوا يعيش معهم شخص وحيد يبلغ من العمر 65 عاماً فما فوق. وبلغ متوسط حجم الأسرة المعيشية 2.83، أما متوسط حجم العائلات فبلغ 2.25.
بلغ العمر الوسطي للسكان 40.1 عاماً. وكانت نسبة 21.2% من القاطنين تحت سن الثامنة عشر، وكانت نسبة 9.2% بين الثامنة عشر والأربعة وعشرون عاماً، ونسبة 25.8% كانت واقعةً في الفئة العمرية ما بين الخامسة والعشرون حتى والأربعة وأربعون عاماً، ونسبة 29.1% كانت ما بين الخامسة والأربعون حتى الرابعة والستون، ونسبة 14.6% كانت ضمن فئة الخامسة والستون عاماً فما فوق. وتوزع التركيب الجنسي للسكان بنسبة 48.7% ذكور و51.3% إناث.